# Kordun
Kordun je zgodovinsko-zemljepisna regija v osrednji Hrvaški. Obsega kraško pokrajino okoli reke Korane s pritoki; z zahoda jo omejujeta Mala in Velika Kapela in z vzhoda Petrova gora. Gospodarsko središče Korduna je mesto Slunj, ki leži ob glavni cestni prometnici Karlovec–Plitviška Jezera.
Ime Kordun (iz francoščine cordon) izvira iz časa Vojne krajine, ko je čezenj potekal obrambni pas iz niza utrdb, ki je od druge polovice 15. stoletja ščitil jugozahodno Hrvaško pred turškimi vpadi. Zaradi velikih človeških izgub med drugo svetovno in med hrvaško osamosvojitveno vojno (bil je del samooklicane Republike Srbske Krajine) je Kordun redko naseljen, poleg tega pa se uvršča med najmanj razvite predele Hrvaške.